# Фемінізм третьої хвилі

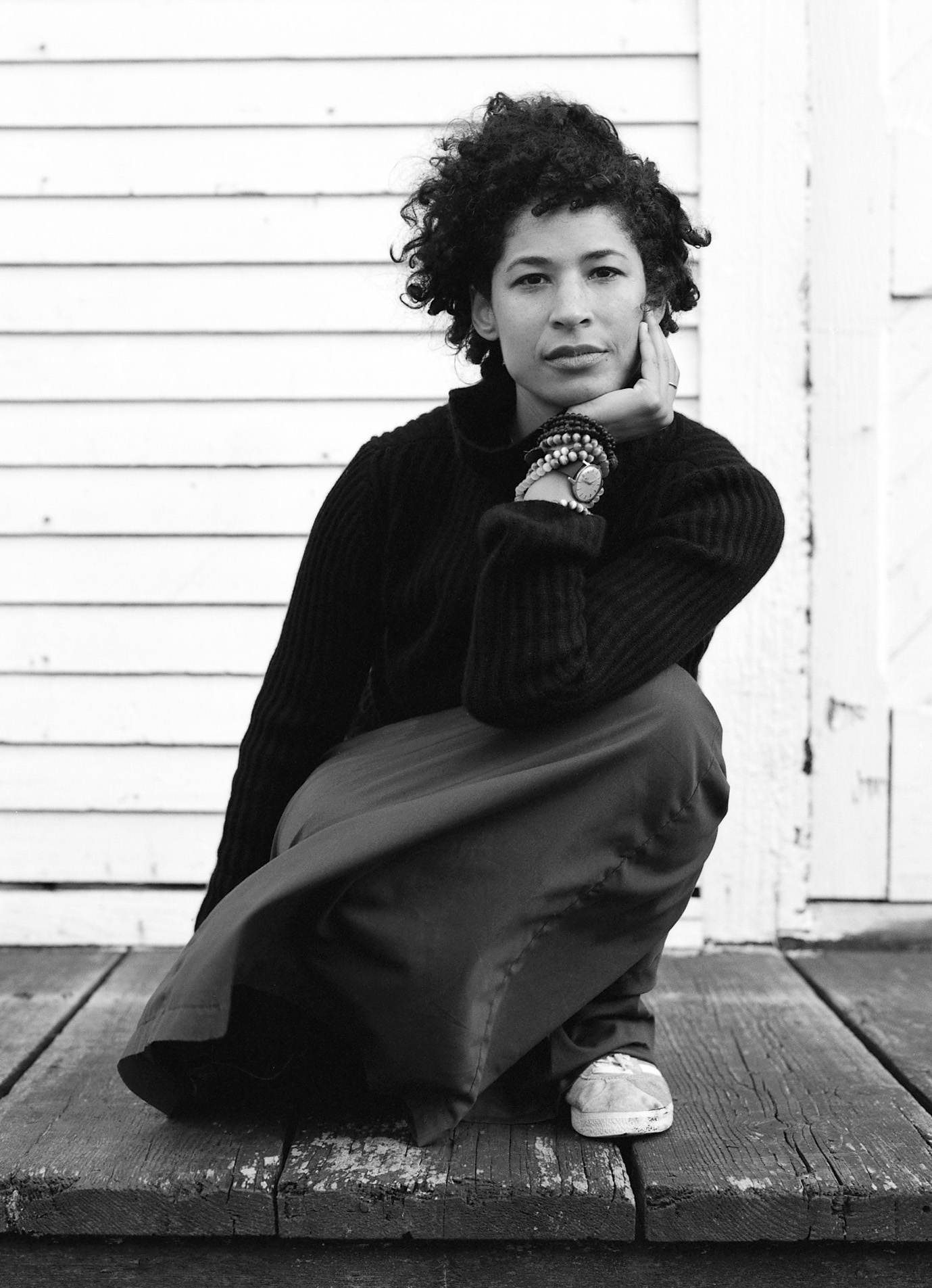
Ребекка Вокер в 2003 році.

Фемінізм третьої хвилі є поколінням феміністичного руху, що почалось у США  на початку 1990-х і триває нині. Народившись у 1960-х та 1970-х, жінки покоління X, спираючись на здобуті другою хвилею громадянські права, взяли за основу індивідуалізм жінок та розмаїття і прагнули перевизначити, що означає бути феміністкою. Під час третьої хвилі з’явилися нові феміністичні течії та теорії, як інтерсекційність, секспозитивний фемінізм, вегетаріанський екофемінізм, трансфемінізм та постмодерністський фемінізм. На думку феміністської теоретикині Елізабет Еванс, «плутанина навколо того, що становить фемінізм третьої хвилі, є в деяких аспектах його визначальною рисою».
Третя хвиля сходить до виникнення riot grrrl, феміністської панк-субкультури в Олімпії, штат Вашингтон на початку 1990-х, та до скандалу 1991 року довкола Аніти Гілл, яку сексуально переслідував афроамериканський суддя Кларенс Томас. Термін «третя хвиля» приписується Ребеці Вокер, яка відповіла на призначення Томаса до Верховного суду статтею в журналі Ms. (1992):
Я пишу це як благання усім жінкам, особливо жінкам мого покоління: нехай затвердження Томаса на посаді нагадає вам, як і мені, що бійка ще не закінчена. Нехай це заперечення досвіду жінки розгнівить вас. Перетворіть це обурення на політичну владу. Не голосуйте за них, якщо вони не працюють на нас. Не займайтеся з ними сексом, не ламайте з ними хліб, не пестіть їх, якщо вони не надають пріоритету нашій свободі контролювати наше тіло і наше життя. Я не феміністка постфемінізму. Я ― Третя хвиля.
Вокер прагнула довести, що фемінізм третьої хвилі був не просто реакцією, а самостійним рухом, оскільки феміністична боротьба мала ще багато завдань. Термін «інтерсекційність» описує ідею того, що жінки відчувають різні «рівні утиску», пов'язані, наприклад, зі статтю, расою та класом. Його ввела Кімберлі Вільямс Креншоу в 1989 році, і саме під час третьої хвилі ця концепція почала процвітати. Феміністки вийшли в Інтернет наприкінці 1990-х та на початку 2000-х років та охопили глобальну аудиторію за допомогою блогів та електронних журналів, вони розширили свої цілі, зосередившись на скасуванні гендерних стереотипів та розширенні фемінізму, включаючи жінок з різними расовими та культурними ідентичностями.

## Історія
Права та програми, отримані феміністками другої хвилі, послужили основою для третьої. Досягнення включали рівний доступ до освіти, публічну дискусію щодо насильства проти жінок, зокрема, зґвалтувань, доступ до контрацепції та інших репродуктивних послуг (включаючи легалізацію абортів), створення та забезпечення політики протидії сексуальним домаганням на робочому місці, створення притулків для постраждалих від домашнього насильства, служб догляду за дітьми, фінансування освіти для молодих жінок та навчальних програм для жінок.
Феміністки другої хвилі, такі як Одрі Лорд, Максін Гонґ Кінґстон і інші кольорові феміністки, що намагалися знайти місце в рамках феміністської думки, стверджували, що фемінізм другої хвилі зосереджувався насамперед на проблемах білих жінок. Наголос на перетині між расою та статтю ставав дедалі помітнішим.
В інтермедії кінця 1970-х ― початку 1980-х феміністичні секс-війни виникли як беклеш проти радикального фемінізму другої хвилі та його трактування сексуальності.

## Перші роки

### Riot grrrl

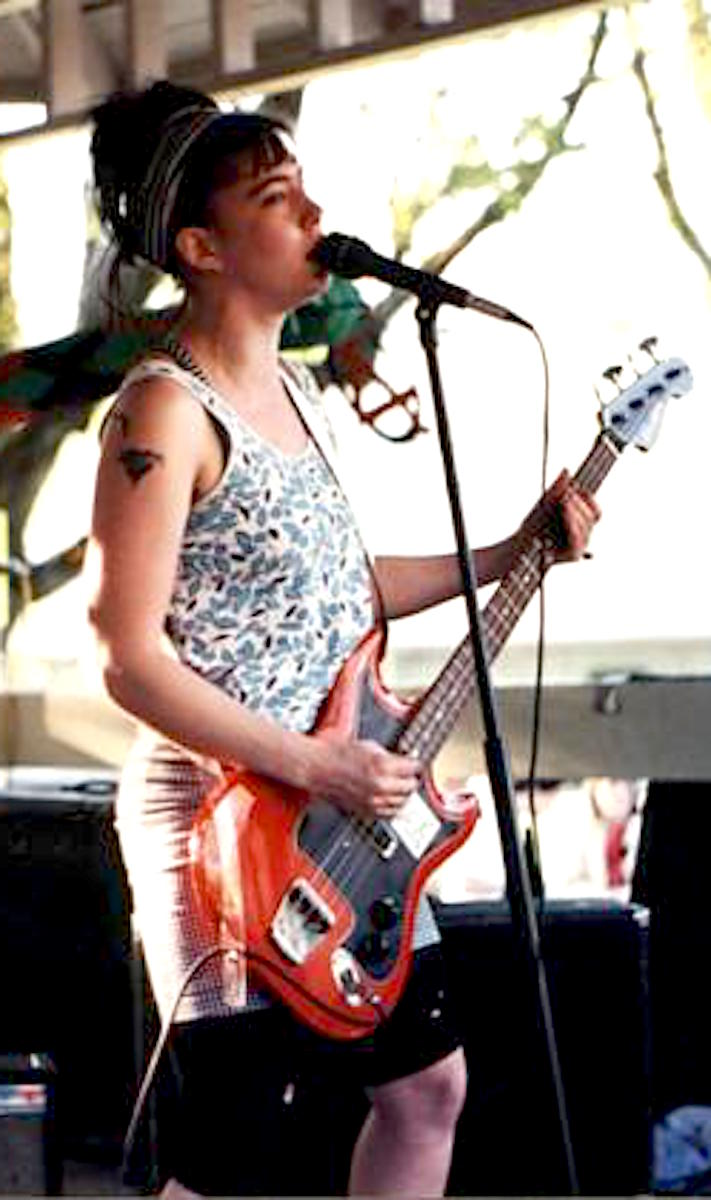
Кетлін Ганна, солістка гурту Bikini Kill 1991

Виникнення riot grrrl, феміністичної панк субкультури, на початку 1990-х в Олімпії, штат Вашингтон, ознаменувало початок фемінізму третьої хвилі. Потрійне «r» мало повернути слово дівчина (англ. girl). Заснований на жорсткому панк-році, рух створив мистецтво про зґвалтування, патріархат, сексуальність та розширення можливостей жінок, підтримував та організовував жінок у музиці.
Riot grrrl базувався на DIY-філософії панк-цінностей, приймаючи антикорпоративну позицію щодо самодостатності та незалежності. Його акцент на загальній жіночій ідентичності та сепаратизмі часто виявляється більш тісно пов'язаним з фемінізмом другої хвилі. Групи, пов’язані з цим рухом, включали Bratmobile, Excuse 17, Jack Off Jill, Free Kitten, Heavens to Betsy, Huggy Bear, L7, Fifth Column та Team Dresch.
Ел Гант із NME свідчить: «Групи Riot grrrl загалом були дуже зосереджені на створенні місця для жінок на концертах. Вони зрозуміли важливість надання жінкам платформи та голосу для виступу проти зловмисників. Для багатьох молодих жінок та дівчат, які, ймовірно, взагалі не стежили за сценою Riot grrrl, The Spice Girls привнесли цей дух у загальнодоступне русло».

### Аніта Гілл

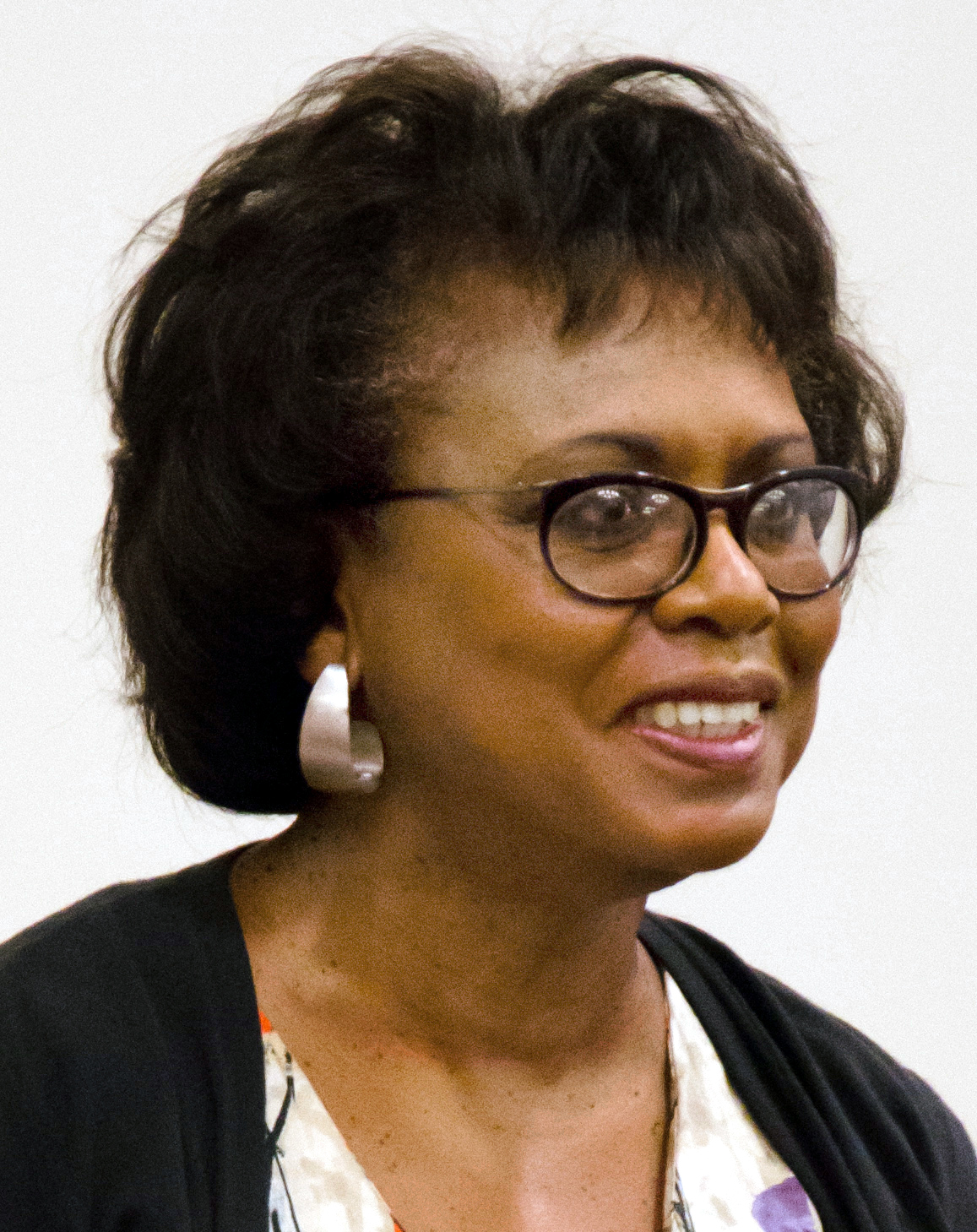
Аніта Гілл, 2014 рік

У 1991 році під час допиту Аніта Гілл звинуватила афроамериканського суддю Кларенса Томаса, висунутого до Верховного суду США, у сексуальних домаганнях. Томас заперечував звинувачення, називаючи їх «високотехнологічним лінчем». Після обширних дебатів Сенат США проголосував 52–48 за Томаса. У відповідь феміністський Журнал Ms. опублікував статтю Ребекки Вокер «Стати третьою хвилею», в якій вона заявила: «Я не феміністка постфемінізму. Я третя хвиля». Багато хто стверджував, що Томас повинен бути виправданий через його плани створити можливості для кольорових людей. Коли Вокер запитала свого партнера про його думку, і він сказав те саме, вона запитала: «Коли прогресивні чорношкірі чоловіки нададуть пріоритет моїм правам і добробуту?». Вона хотіла расової рівности, яка б не протиставлялася жінкам.
У 1992 році, названому «Роком жінки», чотири жінки увійшли до Сенату Сполучених Штатів, і приєдналися до двох, що вже там були. Наступного року Кей Бейлі Гатчисон перемогла на виборах, довівши число до семи. У 1990-х роках перша жінка ― генеральна прокурорка США (Джанет Рено) і державна секретарка (Мадлен Олбрайт), а також друга жінка у Верховному суді Рут Бейдер Гінзбург і перша леді США Гіларі Клінтон розпочали незалежну політичну, юридичну та активістську кар’єру.

## Призначення
Можливо, найбільшим викликом фемінізму третьої хвилі було те, що здобутки фемінізму другої хвилі сприймалися як само собою зрозумілі, а значення фемінізму не розумілося. Баумгарднер і Річардс (2000) писали: «Для тих, хто народилися після початку 1960-х, наявність фемінізму в нашому житті сприймається апріорно. Для нашого покоління фемінізм ― це як фтор. Ми навряд чи помічаємо, що він у нас є ― він просто у воді».
По суті, стверджувалося, що гендерна рівність вже була досягнута першими двома хвилями, і подальші спроби відстоювати права жінок були неактуальними та непотрібними, або, можливо, навіть відсунули маятник занадто далеко на користь жінок. Це питання проявилося у бурхливих дискусіях щодо того, чи є позитивні дії створенням гендерної рівності чи покаранням білих чоловіків середнього класу за біологічну історію, яку вони успадкували. Тому фемінізм третьої хвилі зосередився на підвищенні свідомості ― «те, що нам потрібно, ― це здатність людини відкрити свій розум на те, що чоловіче панування впливає на жінок нашого покоління».

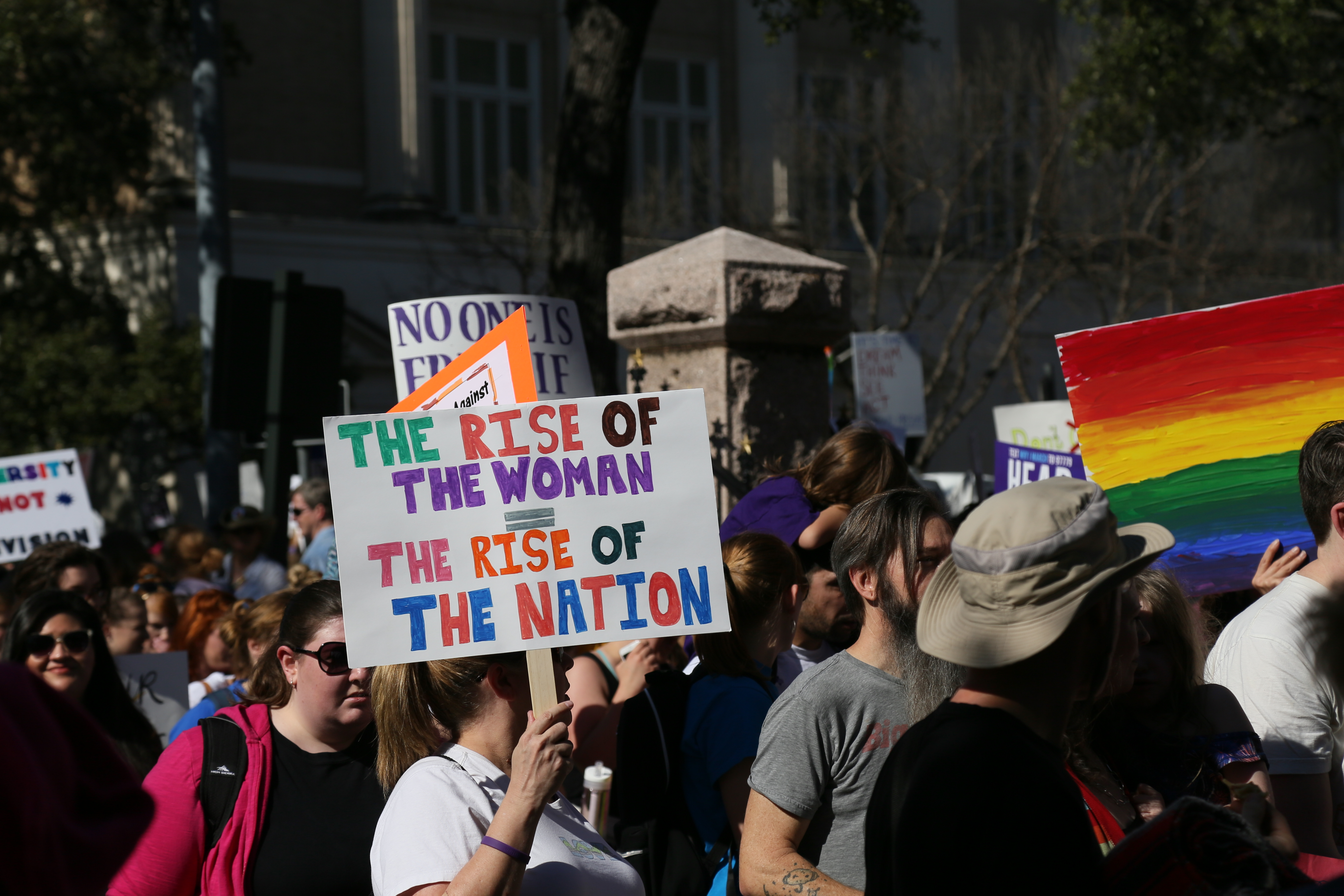
Протестувальниці на жіночому марші у 2017 році

Феміністки третьої хвилі часто займалися «мікрополітикою» і кидали виклик парадигмі другої хвилі щодо того, що корисно для жінок. Прихильниці фемінізму третьої хвилі заявили, що це дозволяє жінкам визначати фемінізм для себе. Описуючи фемінізм третьої хвилі в «Маніфесті: молоді жінки, фемінізм та майбутнє» (2000), Дженніфер Баумгарднер та Емі Річардс припустили, що фемінізм може змінюватися з кожним поколінням та окремими людьми.
Феміністки третьої хвилі використовували особисті наративи як форму феміністичної теорії. Висловлення особистого досвіду дало жінкам простір усвідомити, що вони не самотні в утиску та дискримінації, з якими стикаються. Використання цього має переваги, оскільки збраються особисті дані, які можуть бути недоступні в традиційних історичних текстах.
Ідеологія третьої хвилі зосереджувалась на більш постструктуралістському трактуванні гендеру та сексуальності. Постструктуралістські феміністки розглядали бінаризм чоловік-жінка як штучну конструкцію, створену для підтримки влади домінуючої групи. Джоан Валлах Скотт писала в 1998: «постструктуралісти наполягають на тому, що слова та тексти не мають фіксованого або внутрішнього значення, що між ними не існує прозорих або очевидних взаємозв'язків між ідеями чи речами, немає базової або остаточної відповідності між мовою та світом».

### Стосунки з другою хвилею
Другу хвилю фемінізму третя звинувачувала в тому, що вона елітарна і ігнорує такі групи, як кольорові жінки та трансгендери, натомість зосереджуючись на білих, середньому класі та біологчних жінках. Феміністки третьої хвилі поставили під сумнів переконання попередниць і почали застосовувати феміністичну теорію до ширшого кола людей, раніше не включених до феміністичної діяльності.

## Основні фокуси

### Насильство проти жінок

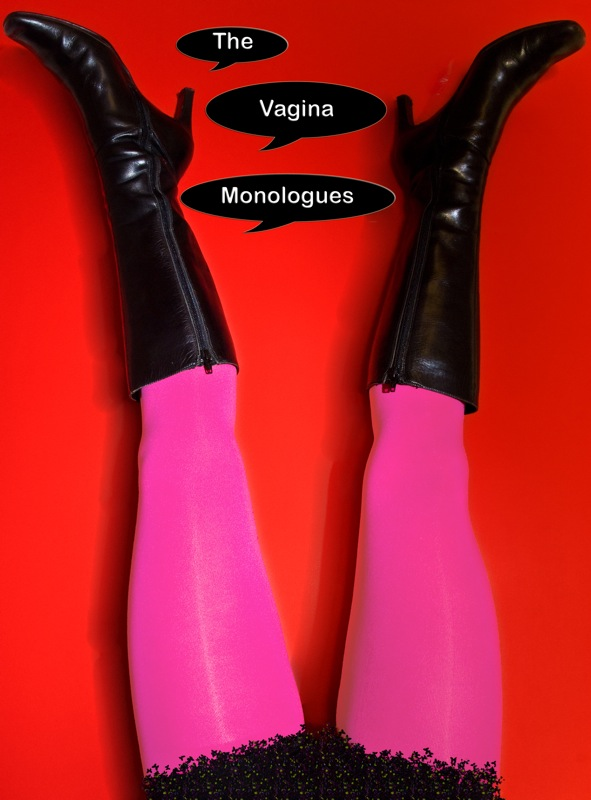
Монологи вагіни відбулись у Нью-Йорку в 1996 році.

Насильство проти жінок, включаючи зґвалтування, домашнє насильство та сексуальні домагання, стали центральними питаннями. Такі організації, як V-Day, створені з метою припинення ґендерного насильства, та мистецькі виступи, такі як «Монологи вагіни», розширювали обізнаність. Феміністки третьої хвилі хотіли перетворити традиційні уявлення про жіночу сексуальність і охопити «дослідження жіночих почуттів щодо сексуальності, яке включало такі важливі вагіноцентричні теми, як різноманітність оргазму, пологи та зґвалтування».

### Репродуктивні права
Однією з головних цілей фемінізму третьої хвилі було продемонструвати, що доступ до контрацепції та абортів є репродуктивними правами жінок. За словами Баумгарднер та Річардс, «метою фемінізму не є контроль за фертильністю будь-якої жінки, а лише звільнення кожної жінки для контролю над своєю власною».

### Сексуальне звільнення
Оскільки фемінізм третьої хвилі спирався на різні особисті визначення для пояснення фемінізму, існує суперечка навколо того, що насправді передбачає сексуальне звільнення. Багато феміністок третьої хвилі підтримували ідею, що жінки повинні прийняти свою сексуальність як спосіб повернути свою владу.

### Інші питання
Фемінізм третьої хвилі розглядав права раси, соціального класу та трансгендерів як центральні проблеми. Він також звернув увагу на такі питання на робочому місці, як скляна стеля, несправедлива політика щодо відпусток по вагітності та пологах, підтримка одиноких матерів шляхом забезпечення добробуту та догляду за дітьми, поваги до працюючих матерів та прав матерів, які вирішили залишити кар’єру задля виховання дітей повний робочий день.

## Критика

### Роз'єднаність
Одне з питань критики фемінізму третьої хвилі ― відсутність згуртованості через відсутність єдиної цілі. Перша хвиля боролася за виборчі та інші громадянські права. Друга хвиля за право жінок мати доступ до рівних робочих можливостей, припинення дискримінації за статтю. Третя хвиля нібито не мала цілісної ідеї, і її часто розглядали як продовження другої. Деякі стверджували, що третю хвилю можна назвати «Другою хвилею, частина друга», коли справа стосується політики фемінізму, і що «лише молода феміністична культура» є «справді третьою хвилею». Однією з аргументацій було те, що рівняння фемінізму третьої хвилі з індивідуалізмом перешкоджало зростанню руху і його політичним цілям.

### Заперечення проти «побудови хвилі»
Такі феміністські теоретикині, як Шира Таррант, заперечували «хвильову конструкцію», оскільки вона ігнорувала важливий прогрес між періодами. Крім того, якщо фемінізм є глобальним рухом, вони стверджують, що той факт, що «періоди першої, другої та третьої хвиль найбільш відповідають американським феміністичним подіям», породжує серйозні проблеми щодо інтерекційности світу. «Хвильова конструкція» також зосереджувалась на виборчому праві білих жінок і продовжувала маргіналізувати проблеми кольорових жінок та жінок нижчого класу.

### Кольорові жінки
Феміністки третьої хвилі проголошують себе найінклюзивнішою хвилею. Попри це, проблема виключення кольорових жінок залишилась. Чорношкірі феміністки стверджують, що «рухи за права жінок не були унікальними для звільнення чорношкірих людей або чорношкірих жінок. Швидше, такі зусилля, як виборче право жінок та скасування рабства, зрештою підняли, зміцнили та принесли користь білому суспільству та білим жінкам».

### «Помадний» фемінізм
Фемінізм третьої хвилі часто асоціювався, в першу чергу, його критикою з появою ліпстік-феміністок та піднесенням «розгульної культури». Це відбувалось, оскільки феміністки третьої хвилі виступали за «вираження жіночності та жіночої сексуальності як виклик об'єктивації». Як вирішення проблеми сексуальної об'єктивації та експлуатації жінок патріархатом фемінізм третьої хвилі пропонував відкидання будь-яких обмежень як патріархату, так і фемінізму, щоб визначати чи контролювати одяг, дії чи висловлювання жінок і дівчат. На практиці це вилилось у повернення до патріархатних б'юті-практик та самооб'єктивації, суттєво контрастуючи з антипорнографічним фемінізмом 1980-х. Фемінізм другої хвилі бачить порнографію як заохочення до насильства проти жінок. Фемінізм третьої стверджує, що здатність самостійно обирати самовираження може посилювати опір, а не підтримувати інтерналізований жінками утиск. Такі погляди критикують через суб'єктивний характер розширення можливостей та автономії. Ліпстік-феміністки намагаються бути відкритими, зберігаючи діалог про значення ідентичності та жіночності в сучасному світі.